# مصطفی عبداللهی
مصطفی عبداللهی کلواری (زاده ۱ فروردین ۱۳۳۴ بروجرد – درگذشته ۳۱ اردیبهشت ۱۳۹۴ تهران) بازیگر و کارگردان تئاتر، تلویزیون، سینما و رادیو و مدرس تئاتر بود. عمده شهرت او به علت کارگردانی و بازیگری تئاتر بوده‌است. وی در سال ۱۳۵۸ با کسب رتبه دوم آزمون سراسری وارد دانشکده هنرهای دراماتیک تهران گردید و در رشته بازیگری و کارگردانی نمایش فارغ‌التحصیل شد.
عبداللهی از سال ۱۳۴۹ با تأسیس گروه تئاتر کوچه در بروجرد وارد حوزه بازیگری و کارگردانی تئاتر شد و طی ۴۶ سال آثار زیادی را در مقام کارگردان به روی صحنه برد و همچنین در تئاترها، تله تئاتر و سریال‌های زیادی به عنوان بازیگر ایفای نقش کرد.
از عمده فعالیت‌های عبداللهی می‌توان به کارگردانی و بازیگری ۶۲ نمایش، کارگردانی چندین تله تئاتر و فیلم کوتاه، کارگردانی و بازی در بیش از ۵۰۰ نمایش رادیویی و بازی در فیلم و سریال‌های مشهوری همچون پهلوانان نمی‌میرند، مدار صفر درجه و روشن تر از خاموشی اشاره کرد. وی جوایز متعددی را در زمینه فعالیت‌های هنری دریافت نموده‌است. وی به واسطه بازی در نقش اصلی سریال ریشه در خاک در اواخر دهه ۶۰ به چهره شناخته شده برای مخاطب عام سیما بدل گشت.

## زندگی‌نامه
او در سال ۱۳۳۴ در شهر بروجرد به دنیا آمد و دوران کودکی و نوجوانی خود را در زادگاهش سپری کرد. عبداللهی در سال ۱۳۴۹ گروه تئاتر کوچه را در زادگاهش پایه‌ریزی نمود. تئاتر کوچه اولین گروه تئاتر علمی و مدون در بروجرد بحساب می‌آید که با اجرای نمایش زارع شیکاگو نوشته مارک تواین و کارگردانی عبداللهی فعالیت خود را آغاز کرد. وی در خصوص سال‌های ابتدائی فعالیت‌هایش می‌گوید: «ما با خواندن کتاب فن تئاتر مرحوم عبدالحسین نوشین متوجه شدیم تئاتر متفاوت از آن چیزی است که قبلاً می‌شناختیم. چیزی که تا آن زمان به عنوان تئاتر در شهر ما اجرا می‌شد آتراکسیون بود و نمایش‌های تیپ ارباب رعیتی که در مجالس رسمی رواج داشت. به تازگی نمایش «زارع شیکاگو» نوشته مارک تواین را اجرا کرده بودیم که آقای مرزبان برای هواخوری به شهر ما آمدند که آب و هوای خوبی داشت و پاریس کوچولو لقب گرفته بود. ایشان گفتند در خرم‌آباد اداره فرهنگ و هنری وجود دارد و از نمایش‌ها حمایت می‌کند. چیزی که اصلاً باور نداشتیم و فکرش را هم نمی‌کردیم. در نهایت هم برای اجرای نمایش «لانه شغال» اولین قرارداد با گروه امضا شد که بابت آن شش هزار تومان دریافت کردیم.»
فعالیت گروه تئاتر کوچه در زادگاه وی تا سال ۱۳۵۸ و اجرای ۱۷ نمایش دیگر از جمله آی با کلاه، آی بی کلاه، چشم در برابر چشم، سی زوئه بانسی مرده‌است و ضیافت ادامه یافت. همچنین عبداللهی در این مدت دفتر سینمای جوان را در بروجرد ایجاد و ۷ عنوان فیلم کوتاه را کارگردانی نمود. برگزاری کارگاه‌های آموزشی در زمینه نمایشنامه نویسی، بازیگری، کارگردانی و گریم منجر به ارتقای تئاتر در بروجرد و پرورش نیروی نمایشی زادگاهش گردید.
با ورود به دانشکده هنرهای دراماتیک، وی برای خوانش نقشی فرعی در نمایش دشمنان به نویسندگی ماکسیم گورکی و کارگردانی رکن الدین خسروی مورد نظر استاد خسروی قرار گرفت. در طی تمرینات گروه نمایشی، استعداد و تلاش عبداللهی باعث شد تا خسروی نقش زاخارف که یکی از نقش‌های اصلی نمایش بود را بر عهده وی گذارد. این نمایش با وقوع انقلاب فرهنگی در دانشگاه‌ها و شرایط وقت کشور امکان اجرا نیافت. با وقوع انقلاب فرهنگی و تعطیلی دانشگاه‌ها عبداللهی به استان کرمان رفت تا در بازسازی شهرستان زلزله زده گلبافت مشارکت کند. پس از بازگشایی دانشگاه‌ها به کارگردانی مجید بهشتی نمایش سی زوئه بانسی مرده‌است را به عنوان پروژه فارغ‌التحصیلی مجید بهشتی بازی نمود. بازی عبداللهی بسیار مورد توجه حمید سمندریان و دکتر قطب الدین صادقی قرار گرفت.
عبداللهی از اولین نفراتی بود که به گروه هنر تحت نظر قطب الدین صادقی دعوت شد و به ایفای نقش پرداخت. وی در بیش از ۲۵ نمایش به عنوان بازیگر و کارگردان با گروه هنر همکاری نمود. در دهه ۷۰ شمسی زوج مصطفی عبداللهی و میکاییل شهرستانی در نمایش‌های گروه هنر به کارگردانی دکتر قطب الدین صادقی در تئاتر ایران بسیار مطرح و زبانزد شده بود. از آن نمایش‌ها می‌توان به آرش، هفت قبیله گمشده و بهرام چوبینه اشاره نمود. در عرصه تئاتر عبداللهی همچنین به عنوان بازیگر در آثاری به کارگردانی دکتر محمود عزیزی، هادی مرزبان و اکبر زنجانپور به روی صحنه رفته‌است. وی ایفاگر نقش پدی در نمایش گوریل پشمالو به کارگردانی اکبر زنجانپور بود و بازیگر نقش‌های اصلی نمایش‌های باغ شبنما (نوشته اکبر رادی) و خاطرات هنرپیشه نقش دوم (نوشته بهرام بیضایی) به کارگردانی هادی مرزبان بود. وی همچنین در بیش از ۵۰۰ نمایش رادیویی به صدا پیشگی پرداخته‌است. از این نمایش‌ها می‌توان به هملت، مکبث و پلکان اشاره کرد.
بسیاری عبداللهی را به خاطر ایفای نقش پهلوان ارسلان در سریال تاریخی پهلوانان نمی‌میرند تولید ۱۳۷۶ به کارگردانی حسن فتحی می‌شناسند. شروع فعالیت تلویزیونی وی از سال ۱۳۶۵ و بازی در مجموعه تلویزیونی اغر بخیر به کارگردانی مجید بهشتی بازمی‌گردد. مصطفی عبداللهی همچنین سابقه بازی در فیلم‌های تلویزیونی بی سلاح، ستاره خاموش، شاهد عینی و وجدان آشفته را دارد. بازی در فیلم‌های زندگی با حضور یک دیوار، مه بانو و بی گدار از تجربه‌های سینمایی وی می‌باشند. عبداللهی سابقه بازی در چندین تله تئاتر و کارگردانی نمایش تلویزیونی تابلو تاریخی را نیز در کارنامه دارد.
مصطفی عبداللهی با رویکرد انتقادی خود سعی در شناساندن نویسندگان صاحب دیدگاه غربی به جامعه ایرانی داشت. وی با اجرای نمایش جنگ در طبقه سوم اقدام به معرفی پاول کوهوت نویسنده چپ‌گرای اهل چک به هنر دوستان ایرانی نمود. در سال ۱۳۹۰ عبداللهی نمایش حکم نوشته نیکلای اردمان را به روی صحنه آورد. این نخستین بار بود که اثری از این نویسنده روس در ایران اجرا می‌شد. بعد از اجرای نمایش مرگ تصادفی یک آنارشیست نوشته داریو فو در تئاترشهر تهران، گروه تئاتر کوچه به سرپرستی وی به عنوان گروه برتر در بخش گروه‌های نمایشی اردیبهشت تئاتر ایران در سال ۱۳۹۳ معرفی شد.
مصطفی عبداللهی که آخرین نمایش خود، در اعماق را روی صحنه سالن اصلی تئاتر شهر به روی صحنه داشت، در روز پنجشنبه ۳۱ اردیبهشت ۹۴ در حالی که بیش از ۱۴ سال با بیماری سرطان مبارزه می‌کرد، در ساعت ۸:۱۵ دقیقه صبح در بیمارستان پارسیان تهران چشم از جهان فروبست. مزار او در قطعه هنرمندان بهشت زهرا تهران می‌باشد. نمایش در اعماق که یک متن انتقادی نوشته ماکسیم گورکی نویسنده شهیر روس است، تا پایان خرداد ماه ۱۳۹۴هر شب به یاد او ساعت ۷ شب در سالن اصلی تئاتر شهر به روی صحنه رفت. هادی مرزبان دربارهٔ علت ماندگاری مصطفی عبداللهی در تئاتر ایران بیان می‌کند: "دلیل این بود که مصطفی می‌دانست چرا تئاتر کار می‌کند. اگر به گذشته هنری او توجه کنیم نشان می‌دهد هیچ نمایشی را بی‌خود یا برای خوش خدمتی کار نکرده و پشت هر کاری ذهنیت و حرفی داشته‌است."
در طول ۴۶ سال فعالیت هنری، عبداللهی جوایز متعددی را در مناسبت‌های مختلف دریافت نمود. از آن جمله اند: دریافت لوح و جایزه سال‌ها تلاش و پایداری در عرصه فرهنگ و هنر از احمد مسجدجامعی وزیر وقت فرهنگ و ارشاد، تندیس برگزیده ویژه بازیگری از ششمین جشن بازیگر در روز جهانی تئاتر، دریافت لوح سپاس سه دهه فعالیت تئاتری از بیست و هفتمین جشنواره تئاتر فجر، برترین بازیگرمرد در نخستین جشنواره مونولوگ گویی مرکز هنرهای نمایشی رادیو و دریافت دیپلم افتخار بهترین بازیگر از بیست و هشتمین جشنواره تئاتر فجر.
کتاب «سلوک در کوچه؛ زندگی و کار مصطفی عبداللهی» توسط انتشارات سفیر اردهال در سال ۱۳۹۵ چاپ و روانه بازار گردید.

## آثار
| ردیف | نام نمایش                       | کارگردان         | فعالیت حرفه ای    | محل اجرا                                                              | سال اجرا |
| ---- | ------------------------------- | ---------------- | ----------------- | --------------------------------------------------------------------- | -------- |
| ۱    | زارع شیکاگو                     | مصطفی عبداللهی   | تأسیس گروه کوچه   | شهرهای استان لرستان                                                   | ۱۳۴۹–۵۰  |
| ۲    | او بیگانه نبود                  | ناصر حسین پور    | بازیگر            | شهرهای استان لرستان                                                   | ۱۳۵۱     |
| ۳    | مرشد و دلال‌ها                   | ناصر حسین پور    | بازیگر            | شهرهای استان لرستان                                                   | ۱۳۵۱     |
| ۴    | پاتوق                           | مصطفی عبداللهی   | کارگردان و بازیگر | شهرهای استان لرستان                                                   | ۱۳۵۲     |
| ۵    | افعی طلائی                      | حسن لحمی         | بازیگر            | شهرهای استان لرستان                                                   | ۱۳۵۳     |
| ۶    | یعقوب لیث                       | مصطفی عبداللهی   | کارگردان و بازیگر | شهرهای استان لرستان                                                   | ۱۳۵۳     |
| ۷    | آی با کلاه، آی بی کلاه          | مصطفی عبداللهی   | کارگردان و بازیگر | شهرهای استان لرستان و شهرهای استان همدان                              | ۱۳۵۳     |
| ۸    | سفر (ریل)                       | مصطفی عبداللهی   | کارگردان و بازیگر | شهرهای استان لرستان                                                   | ۱۳۵۴     |
| ۹    | اسب سفید                        | مصطفی عبداللهی   | کارگردان و بازیگر | شهرهای استان لرستان و شهرهای استان همدان                              | ۱۳۵۵     |
| ۱۰   | خواب عوضی‌ها                     | مصطفی عبداللهی   | کارگردان و بازیگر | شهرهای استان لرستان                                                   | ۱۳۵۵     |
| ۱۱   | طلوع ماه                        | عبدالرضا بیاتونی | بازیگر            | شهرهای استان لرستان و شهرهای استان همدان                              | ۱۳۵۵     |
| ۱۲   | خر با بار نمک                   | مصطفی عبداللهی   | کارگردان و بازیگر | شهرهای استان لرستان و شهرهای استان همدان                              | ۱۳۵۶     |
| ۱۳   | چشم در برابر چشم                | مصطفی عبداللهی   | کارگردان و بازیگر | شهرهای استان لرستان و شهرهای استان همدان                              | ۱۳۵۶     |
| ۱۴   | سیاوش بر باد                    | مصطفی عبداللهی   | کارگردان و بازیگر | شهرهای استان لرستان و شهرهای استان همدان                              | ۱۳۵۶     |
| ۱۵   | مرگ من مرثیه ندارد              | رضا عرب پور      | بازیگر            | شهرهای استان لرستان و شهرهای استان همدان                              | ۱۳۵۷     |
| ۱۶   | طرخون                           | مصطفی عبداللهی   | کارگردان و بازیگر | شهرهای استان لرستان و شهرهای استان همدان                              | ۱۳۵۷     |
| ۱۷   | ضیافت                           | مصطفی عبداللهی   | کارگردان و بازیگر | شهرهای خوزستان                                                        | ۱۳۵۸     |
| ۱۸   | سیزوئه بانسی مرده‌است.           | مصطفی عبداللهی   | کارگردان و بازیگر | شهرهای استان لرستان                                                   | ۱۳۵۹     |
| ۱۹   | سیزوئه بانسی مرده‌است.           | مجید بهشتی       | بازیگر            | سینما تئاتر کوچک تهران                                                | ۱۳۶۵     |
| ۲۰   | بازرس                           | مجید بهشتی       | بازیگر            | سالن اصلی تئاتر شهر                                                   | ۱۳۶۶     |
| ۲۱   | خودکشی                          | محمد پورحسن      | بازیگر            | تالار وحدت                                                            | ۱۳۶۶     |
| ۲۲   | مده آ                           | قطب الدین صادقی  | بازیگر            | سالن چهارسو                                                           | ۱۳۶۸     |
| ۲۳   | اتاق ۱۳                         | مصطفی عبداللهی   | کارگردان و بازیگر | تالار مولوی                                                           | ۱۳۶۸     |
| ۲۴   | شاه اسکوریال                    | حمیدرضا افشار    | بازیگر            | تالار مولوی                                                           | ۱۳۶۹     |
| ۲۶   | سوگ سیاوش                       | صادق هاتفی       | بازیگر            | پاریس-هامبورگ-برلین-کلن-فرانکفورت-لندن                                | ۱۳۶۹     |
| ۲۵   | داستان آدم                      | حسین فرخی        | بازیگر            | تالار وحدت                                                            | ۱۳۷۰     |
| ۲۷   | اقلیما                          | محمود عزیزی      | بازیگر            | سالن اصلی تئاتر شهر                                                   | ۱۳۷۰     |
| ۲۸   | آخرین اسفندیار                  | صادق هاتفی       | بازیگر            | سالن چهارسو تئاتر شهر - تئاتر دوپاقی پاریس                            | ۱۳۷۱     |
| ۲۹   | عاشقانه با پای برهنه            | صادق هاتفی       | بازیگر            | تالار هنر پاریس                                                       | ۱۳۷۱     |
| ۳۰   | با شب تا صبح                    | مصطفی عبداللهی   | کارگردان          | تالار مولوی                                                           | ۱۳۷۱     |
| ۳۱   | و غربتت راهیچ شعری نسرود        | داریوش رضوانی    | بازیگر            | خانه نمایش اداره تئاتر                                                | ۱۳۷۱     |
| ۳۲   | حماسه چله نشین                  | مصطفی عبداللهی   | کارگردان و بازیگر | تاجیکستان - ترکمنستان                                                 | ۱۳۷۲     |
| ۳۳   | دندان گراز                      | صادق هاتفی       | بازیگر            | تماشاخانه سنگلج                                                       | ۱۳۷۲     |
| ۳۴   | مرد فرزانه ببر دیوانه           | قطب الدین صادقی  | بازیگر            | جشنواره عروسکی شارل ویل مزیه فرانسه سازمان میراث فرهنگی فرهنگسرا بهمن | ۱۳۷۲     |
| ۳۵   | بهرام چوبینه                    | قطب الدین صادقی  | بازیگر            | سالن اصلی تئاتر شهر                                                   | ۱۳۷۳     |
| ۳۶   | کبودان و اسفندیار               | حمیدرضا افشار    | بازیگر            | تالار مولوی                                                           | ۱۳۷۳     |
| ۳۷   | هفت خوان رستم                   | قطب الدین صادقی  | بازیگر            | کاخ موزه سعدآباد (تهران)-آرامگاه فردوسی (طوس)                         | ۱۳۷۴     |
| ۳۸   | زنان صبرا، مردان شتیلا          | قطب الدین صادقی  | بازیگر            | تالار وحدت                                                            | ۱۳۷۶     |
| ۳۹   | جنایات و مکافات                 | میکائیل شهرستانی | بازیگر            | سالن اصلی تئاترشهر                                                    | ۱۳۷۷     |
| ۴۰   | گوریل پشمالو                    | اکبر زنجانپور    | بازیگر            | سالن اصلی تئاترشهر                                                    | ۱۳۷۷     |
| ۴۱   | آرش                             | قطب الدین صادقی  | بازیگر            | سالن چهارسو                                                           | ۱۳۷۷     |
| ۴۲   | خط عشق                          | قطب الدین صادقی  | بازیگر            | سالن چهارسو                                                           | ۱۳۷۹     |
| ۴۳   | هفت قبیله گمشده                 | قطب الدین صادقی  | بازیگر            | سالن چهارسو                                                           | ۱۳۷۹     |
| ۴۴   | باغ شبنما                       | هادی مرزبان      | بازیگر            | سالن اصلی تئاترشهر                                                    | ۱۳۸۰     |
| ۴۵   | بیتوس بیچاره                    | حمید مظفری       | بازیگر            | سالن اصلی تئاترشهر                                                    | ۱۳۸۱     |
| ۴۶   | خاطرات هنرپیشه نقش دوم          | هادی مرزبان      | بازیگر            | سالن اصلی تئاترشهر                                                    | ۱۳۸۱     |
| ۴۷   | شرق بوسه                        | مصطفی عبداللهی   | کارگردان          | سالن شماره ۲ تئاترشهر                                                 | ۱۳۸۳     |
| ۴۸   | عاقبت قلم فرسائی                | محمد اسدی        | بازیگر            | تهران- خانه تئاتر                                                     | ۱۳۸۴     |
| ۴۹   | سه پرده                         | عباس شادروان     | بازیگر            | سالن شماره ۲ تئاترشهر                                                 | ۱۳۸۴     |
| ۵۰   | کابوس سرخ                       | مصطفی عبداللهی   | کارگردان          | سالن قشقایی                                                           | ۱۳۸۴     |
| ۵۱   | جنگ در طبقه سوم                 | مصطفی عبداللهی   | کارگردان          | سالن قشقایی                                                           | ۱۳۸۵     |
| ۵۲   | چه کسی از ویرجینیا وولف می‌ترسد؟ | شهین علیزاده     | بازیگر            | دانشکده هنرهای زیبا-دانشگاه تهران                                     | ۱۳۸۶     |
| ۵۳   | یادگار زریران                   | قطب الدین صادقی  | بازیگر            | سالن چهارسو                                                           | ۱۳۸۷     |
| ۵۴   | از پشت شیشه‌ها                   | مصطفی عبداللهی   | کارگردان          | تماشاخانه سنگلج                                                       | ۱۳۸۸     |
| ۵۵   | باغ شکر پاره                    | قطب الدین صادقی  | بازیگر            | سالن اصلی تئاترشهر                                                    | ۱۳۸۸     |
| ۵۶   | سوگ سیاوش                       | سیاوش طهمورث     | بازیگر            | سالن چهارسو                                                           | ۱۳۸۸     |
| ۵۷   | دزدآب                           | هادی مرزبان      | بازیگر            | تماشاخانه ایرانشهر- تالار وحدت                                        | ۱۳۸۹     |
| ۵۸   | حکم                             | مصطفی عبداللهی   | کارگردان          | سالن اصلی برج آزادی                                                   | ۱۳۹۰     |
| ۵۹   | اگر نرفته بودی                  | قطب الدین صادقی  | بازیگر            | سالن چهارسو                                                           | ۱۳۹۰     |
| ۶۰   | انبوهی از هیچ‌کس                 | مصطفی عبداللهی   | کارگردان و بازیگر | سالن اصلی برج آزادی                                                   | ۱۳۹۰     |
| ۶۱   | مرگ تصادفی یک آنارشیست          | مصطفی عبداللهی   | کارگردان          | سالن چهارسو                                                           | ۱۳۹۲     |
| ۶۲   | در اعماق                        | مصطفی عبداللهی   | کارگردان          | تماشاخانه ایرانشهر- سالن اصلی تئاترشهر                                | ۱۳۹۳–۹۴  |

| نام سریال            | کارگردان        | سال تولید |
| -------------------- | --------------- | --------- |
| اغر بخیر             | مجید بهشتی      | ۱۳۶۵      |
| ریشه در خاک          | مجید بهشتی      | ۱۳۶۷      |
| پنجره ای رو به باغچه | حسین مروی       | ۱۳۷۰      |
| بر سر دو راهی        | مجید بهشتی      | ۱۳۷۴      |
| هفتمین پیشوا         | رضا شالچی       | ۱۳۷۵      |
| بافته‌های رنج         | مجید بهشتی      | ۱۳۷۶      |
| پهلوانان نمی‌میرند    | حسن فتحی        | ۱۳۷۶      |
| نمایش روز            | صادق هاتفی      | ۱۳۷۸      |
| بوی خاک              | علی بیابانی     | ۱۳۷۸      |
| کوی دامون            | عباس رنجبر      | ۱۳۷۹      |
| خاکستر و باد         | جهانبخش لک      | ۱۳۸۰      |
| روشن تر از خاموشی    | حسن فتحی        | ۱۳۸۲      |
| مدار صفر درجه        | حسن فتحی        | ۱۳۸۶      |
| سرگشته               | محمد حسین حقیقی | ۱۳۹۰      |
| معمای شاه            | محمدرضا ورزی    | ۱۳۹۳      |

| نام فیلم               | کارگردان         | سال تولید |
| ---------------------- | ---------------- | --------- |
| گلوگاه                 | علی نقی لو       | ۱۳۶۷      |
| زلزله                  | مجید بهشتی       | ۱۳۶۹      |
| زندگی ابراهیم          |                  | ۱۳۷۰      |
| شاهد عینی              | جهانبخش لک       | ۱۳۷۹      |
| ستاره خاموش            | محسن شاه محمدی   | ۱۳۸۰      |
| مه بانو                | مجید بهشتی       | ۱۳۸۱      |
| وجدان آشفته            | منوچهر هادی      | ۱۳۸۸      |
| بی سلاح                | منوچهر هادی      | ۱۳۸۹      |
| زندگی با حضور یک دیوار | میکاییل شهرستانی | ۱۳۹۱      |
| بی گدار                | جهانبخش لک       | ۱۳۹۲      |

| نام اثر        | کارگردان       | فعالیت حرفه ای | سال تولید |
| -------------- | -------------- | -------------- | --------- |
| طالع عشق       | کورش نریمانی   | بازیگر         | ۱۳۷۰      |
| تابلوی تاریخی  | مصطفی عبداللهی | کارگردان       | ۱۳۷۶      |
| آخرین بازی     | سیامک صفری     | بازیگر         | ۱۳۸۴      |
| مهمانی درندگان | رشید بهنام     | بازیگر         | ۱۳۸۵      |

## جوایز
| عنوان                                                                      | مکان                            | زمان |
| -------------------------------------------------------------------------- | ------------------------------- | ---- |
| تندیس اردیبهشت تئاتر ایران                                                 | تهران                           | ۱۳۹۴ |
| نشان ویژه تئاتر شهر تهران                                                  | تهران                           | ۱۳۹۴ |
| نکوداشت نیم قرن فعالیت هنری                                                | تهران، دانشگاه صنعتی خواجه نصیر | ۱۳۹۳ |
| تندیس گروه برتر تئاتر ایران در اردیبهشت تئاتر ایران                        | کرمانشاه                        | ۱۳۹۳ |
| برگزیده هفتمین جشنواره بین‌المللی تئاتر رضوی                                | تهران                           | ۱۳۸۹ |
| دیپلم افتخار بهترین بازیگر از بیست و هشتمین جشنواره تئاتر فجر              | تهران                           | ۱۳۸۸ |
| برترین بازیگر مرد در جشنواره مونولوگ گویی مرکز هنرهای نمایشی رادیو         | تهران                           | ۱۳۸۸ |
| برگزیده ویژه بازیگری از ششمین جشن بازیگر در روز جهانی تئاتر                | تهران                           | ۱۳۸۸ |
| تجلیل برای سه دهه فعالیت تئاتری در بیست و هفتمین جشنواره تئاتر فجر         | تهران                           | ۱۳۸۷ |
| بزرگداشت یک عمر فعالیت هنری                                                | تهران، انجمن خوشنویسان ایران    | ۱۳۸۷ |
| رتبه برتر کارگردانی در دومین جشنواره تئاترعاشورایی                         | تهران                           | ۱۳۸۴ |
| برگزیده پنجمین جشنواره نمایش‌های رادیویی                                    | زیبا کنار                       | ۱۳۸۳ |
| بازیگر برگزیده جشنواره تئاتر فجر                                           | تهران                           | ۱۳۸۲ |
| تجلیل برای سال‌ها تلاش و پایداری در عرصه فرهنگ و هنر از وزارت فرهنگ و ارشاد | تهران                           | ۱۳۸۱ |
| دیپلم افتخار بازیگری از دوازدهمین جشنواره تئاتر فجر                        | تهران                           | ۱۳۷۲ |

## نگارخانه

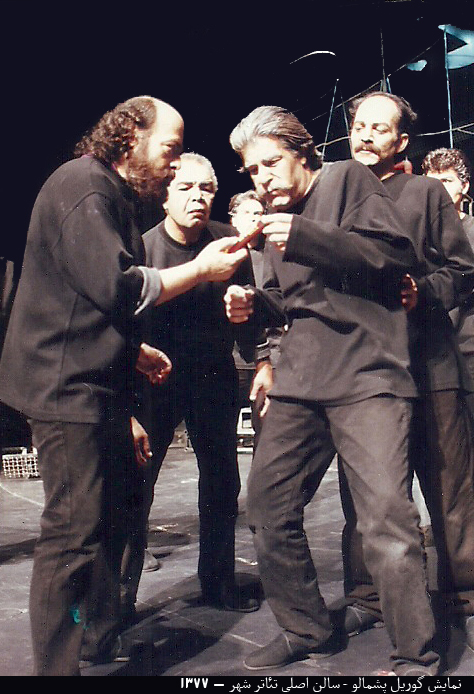
مصطفی عبداللهی در نمایش گوریل پشمالو-تالار وحدت-۱۳۷۷
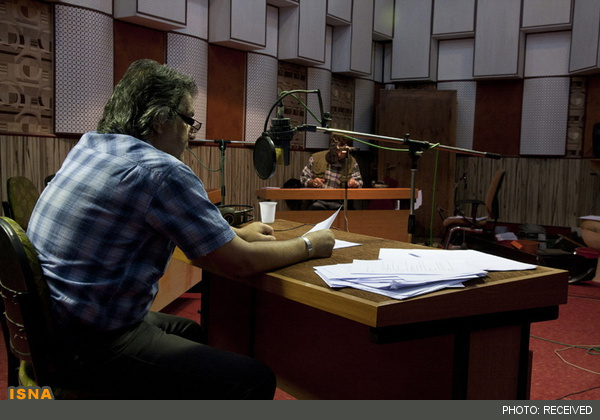
مصطفی عبداللهی آر تی نمایش استودیو
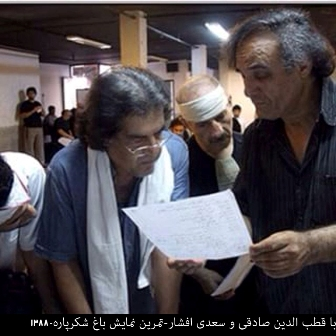
مصطفی عبداللهی در تمرین نمایش باغ شکرپاره به همراه قطب الدین صادقی و سعدی افشار-۱۳۸۸